# Bembidion durangoense
Bembidion durangoense es una especie de escarabajo del género Bembidion, familia Carabidae. Fue descrita científicamente por Bates en 1891.
Habita en México y los Estados Unidos.